# Georges Gaudy

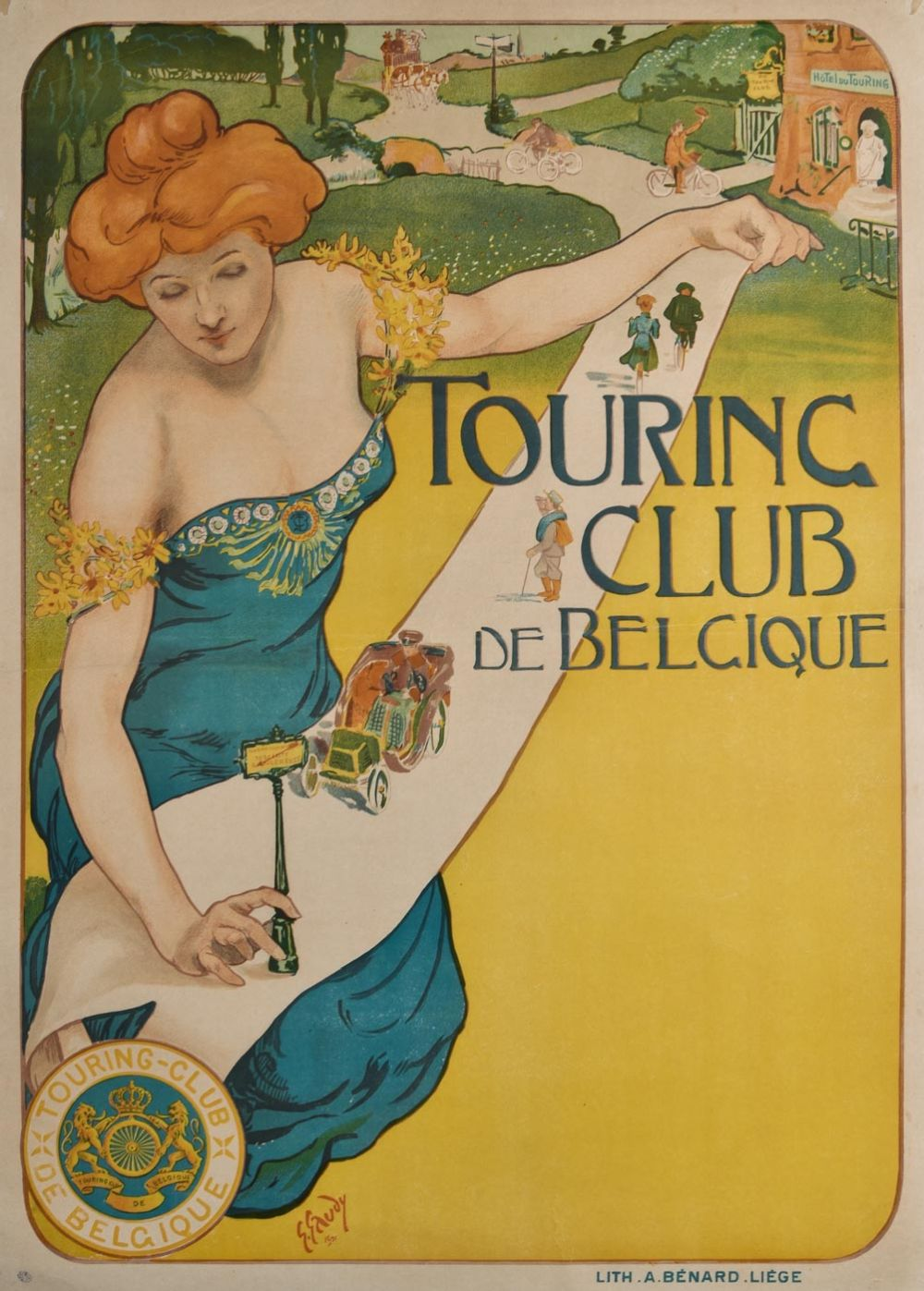
Touring Club de Belgique 1901

Georges Gaudy (* 6. Oktober 1872 in Saint-Josse-ten-Noode; † 1940 in Brüssel) war ein belgischer Maler, Radierer und Plakatkünstler des Jugendstils sowie ein Radsportler. 
Über seine künstlerische Ausbildung ist nichts bekannt, aber die professionelle Qualität seiner Werke lässt vermuten, dass er kein Autodidakt war.
Er beschäftigte sich hauptsächlich mit Werbeplakaten für Fahrradhersteller und die Automobilindustrie. Er schuf auch Damenporträts in Ölmalerei. Daneben war er ein erfolgreicher Fahrradsportler und gewann mehrere Auszeichnungen.
Einige seiner Werke zeigen Merkmale des Luminismus. Er nahm an belgischen Kunstausstellungen teil.
Gaudy war Mitglied der Société des Aquafortistes Belges und des Cercle Artistique et Littéraire de Bruxelles. Er war in Brüssel und Linkebeek ansässig.